# (7560) Spudis
(7560) Spudis es un asteroide que forma parte del cinturón interior de asteroides, descubierto el 10 de enero de 1986 por Carolyn Shoemaker y por su esposo que también era astrónomo Eugene Shoemaker desde el Observatorio del Monte Palomar, Estados Unidos.

## Designación y nombre
Designado provisionalmente como 1986 AJ. Fue nombrado en honor a Paul Spudis, geólogo planetario y experto en geología lunar, desde la base de múltiples anillos hasta la génesis de las brechas de las tierras altas y el origen y evolución de la corteza lunar. Es científico del Instituto Lunar y Planetario y se ha desempeñado como líder adjunto del equipo científico de la misión Clementine a la luna. Otras investigaciones importantes de Spudis han sido sobre la geología y la mecánica de impacto de los cráteres en todos los planetas terrestres.

## Características orbitales
Spudis está situado a una distancia media del Sol de 1,955 ua, pudiendo alejarse hasta 2,160 ua y acercarse hasta 1,750 ua. Su excentricidad es 0,105 y la inclinación orbital 16,860 grados. Emplea 998,42 días en completar una órbita alrededor del Sol.
Pertenece a la familia de asteroides de (434) Hungaria.

## Características físicas
La magnitud absoluta de Spudis es 14,32. 